# Dieta Finlandei

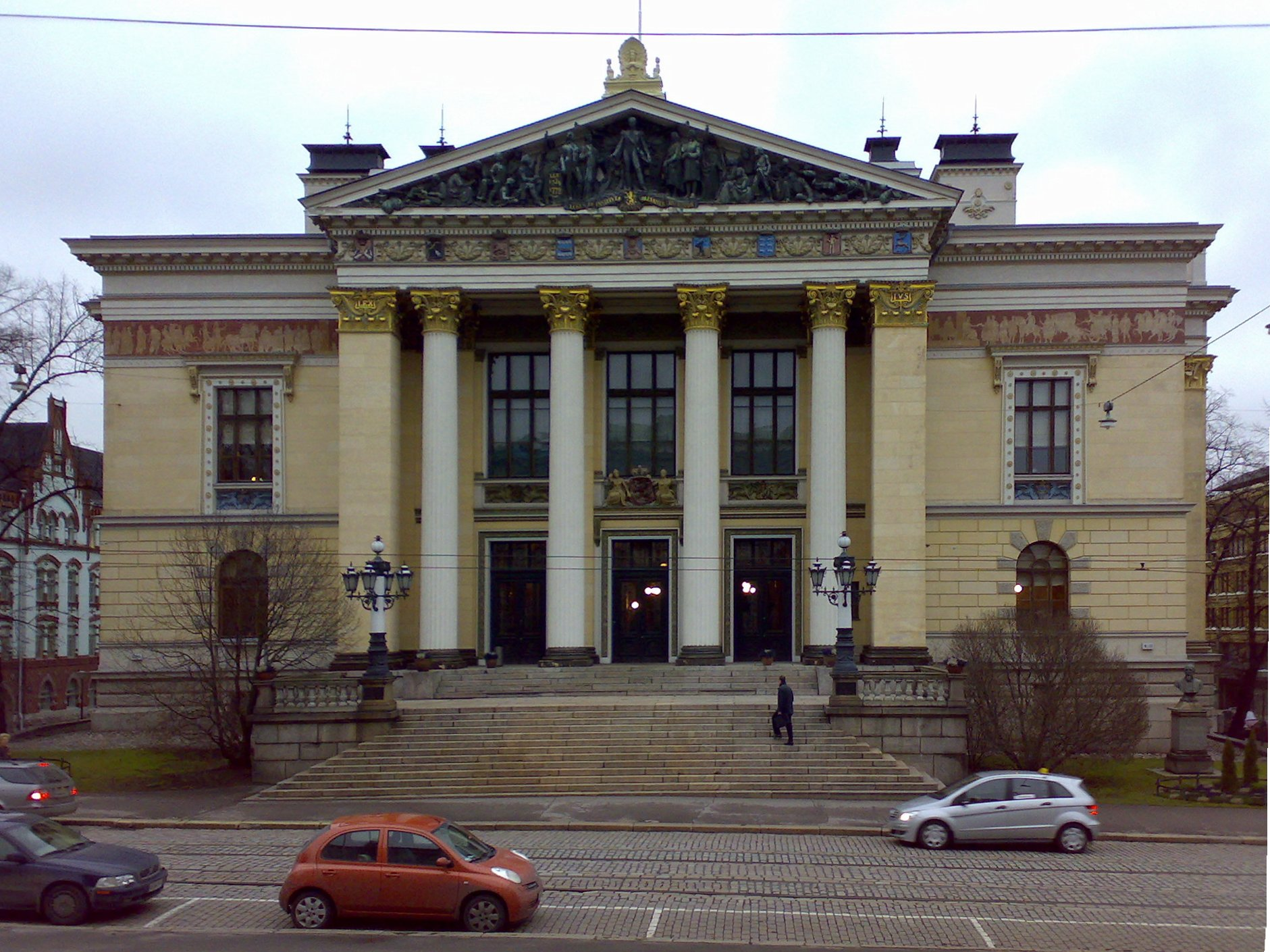
Casa Snellmaninkatu din Helsinki a fost locul de întâlnire al dietei.

Dieta Finlandei a fost o dietă (parlament al unei provincii autonome) care a funcționat în Marele Principat al Finlandei format din cele trei națiuni (finlandezi, suedezi și ruși).
Dieta era formată din nobili, cler, burghezi și țărani. Ea putea alege guvernatorul general și vicepreședintele diviziei economice statului finlandez. Dieta se întrunea la Turku, ulterior la Helsinki.